# XIII emendamento
XIII emendamento (13th) è un documentario del 2016 diretto da Ava DuVernay candidato al premio Oscar al miglior documentario. Nel 2017 ha vinto il Primetime Emmy Award for Outstanding Documentary or Nonfiction Special.